# Série rouge
La collection Série rouge est une collection de littérature policière de poche publié chez l'éditeur Morgan de 1946 à 1951. Elle est dirigée par le romancier et traducteur Yves Malartic.
Elle est notamment lancée dans le but de concurrencer la jeune collection Série noire de l’éditeur Gallimard dirigé par Marcel Duhamel. Aux débuts de la collection, une série sœur nommée Série Verte est proposée. Mise en sommeil après une première publication en 1947, elle survit malgré tout à la disparition de la Série rouge en reprenant du service en 1951 avant de s'éteindre en 1952. Elle ne compte cependant que six titres à son catalogue, loin des quarante-cinq volumes publiés dans la Série rouge.
Publiant d'abord des auteurs britanniques, la collection s'ouvre ensuite à la littérature américaine. Un seul écrivain français fut publié, le romancier Serge Arcouët sous le pseudonyme américain de Terry Stewart, et ce dans les dernières heures de la collection Série verte.

## Liste des ouvrages publiés dans la collection Série Rouge
| No | Auteur                         | Titre                              | Titre original               | Année de parution dans la collection |
| -- | ------------------------------ | ---------------------------------- | ---------------------------- | ------------------------------------ |
| 1  | Oppenheim, E. Phillips         | Le Meurtre de Glenlitten           | The Glenlitten Murder        | 1946                                 |
| 2  | Radford, Edwin et Mona Augusta | Le Triomphe de l'inspecteur Manson | Inspector Manson's Success   | 1946                                 |
| 3  | Murdoch Duncan, William        | L'Énigme de Cardale Abbaye         | Murders at Marks Caris       | 1946                                 |
| 4  | Radford, Edwin et Mona Augusta | Le Colonel est mort ...            | Murder Jigsaw                | 1947                                 |
| 5  | Wilson, Lee                    | L'Ombre de la mort                 | This Deadly Deark            | 1947                                 |
| 6  | Goldthwaite, Eaton K.          | L'assassin est au bout du fil      | Cat and Mouse                | 1947                                 |
| 7  | Murdoch Duncan, William        | Mystère en Écosse                  | Mystery On The Clyde         | 1947                                 |
| 8  | Oppenheim, E. Phillips         | Le Secret de Lord Alceston         | The Peer and the Woman       | 1947                                 |
| 9  | Lanham, Edwin                  | On ne fait pas ça à un chien       | It Shouldn't Happen To A Dog | 1947                                 |
| 10 | Eustis, Helen                  | L'Homme horizontal                 | The Horizontal Man           | 1947                                 |
| 11 | Miller, Wade                   | Même les innocents sont coupables  | Guilty Bystander             | 1947                                 |
| 12 | Sayers, Dorothy L.             | Arrêt du cœur                      | Unnatural Death              | 1947                                 |
| 13 | Christie, Agatha               | Les Douze Travaux d'Hercule        | The Labours of Hercules      | 1948                                 |
| 14 | Pell, Franklyn                 | La Mort du bourreau                | Hangman4s Hill               | 1948                                 |
| 15 | Page, Marco                    | Viens, Ô douce mort ...            | Fast Company                 | 1948                                 |
| 16 | Lakin, Richard                 | Le cadavre est tombé sur Berlin    | The Body Fell On Berlin      | 1948                                 |
| 17 | Marquand, John P.              | Bien joué ! Mr. Moto               | Think Fast Mr. Moto          | 1948                                 |
| 18 | Laing, Patrick                 | L'Assassinat de Corinne Douglas    | Stone Dead                   | 1948                                 |
| 19 | Roden, H. W.                   | On ne peut être pendu qu'une fois  | You Only Hang Once           | 1948                                 |
| 20 | Radford, Edwin et Mona Augusta | On assassine au premier acte       | Who Killed Dick Whittington  | 1948                                 |
| 21 | Charteris, Leslie              | Monsieur X                         | Mister X                     | 1948                                 |
| 22 | Roden, H. W.                   | Pas le temps de mourir             | Too Busy To Die              | 1948                                 |
| 23 | Miller, Wade                   | La Foire aux crimes                | Fatal Step                   | 1948                                 |
| 24 | Blochman, Lawrence             | L'assassin n'est qu'un pauvre type | See You at the Morgue        | 1948                                 |
| 25 | Charteris, Leslie              | Terreur sur Londres                | Daredevil                    | 1949                                 |
| 26 | Hammett, Dashiell              | La Mort du docteur Estep           | Zigzags of Treachery         | 1949                                 |
| 27 | Roden, H. W.                   | On ne tue jamais assez             | Wake For a Lady              | 1949                                 |
| 28 | McGivern, William P.           | Mais la mort va plus vite !        | But Death Runs Faster        | 1949                                 |
| 29 | Charteris, Leslie              | Le Bandit                          | The Bandit                   | 1949                                 |
| 30 | Whelton, Paul                  | Doucement ... belle blonde !       | Call The Lady Indiscreet     | 1949                                 |
| 31 | Roden, H. W.                   | Un ange en moins                   | One Angel Less               | 1949                                 |
| 32 | Taylor, Phoebe Atwood          | Le Mystère d'Octagon House         | Octagon House                | 1949                                 |
| 33 | Taylor, Phoebe Atwood          | Encore vous, madame Vinaigrette ?  | Deadly Sunshine              | 1949                                 |
| 34 | Murdoch Duncan, William        | Clinique pour tueurs               | Killer Keep                  | 1949                                 |
| 35 | Spicer, Bart                   | Fossoyeurs, à vos pelles... !      | The Dark Light               | 1950                                 |
| 36 | Disney, Doris Miles            | Un cadavre sur les bras            | Family Skeletons             | 1950                                 |
| 37 | Lariar, Lawrence               | Pourquoi pas...                    | Friday For Death             | 1950                                 |
| 38 | Cleary, Jon                    | Pas d'avoine pour les toquards     | You Can't See 'Round Corners | 1950                                 |
| 39 | Dolph, Jack                    | Ça ne valait pas le coup !         | Odds On Murder               | 1950                                 |
| 40 | Leslie, Jean                   | N'avouez jamais                    | The Man Who Held Five Aces   | 1950                                 |
| 41 | McGivern, William P.           | Par ici la sortie                  | Heaven Ran Last              | 1950                                 |
| 42 | Fuller, Samuel                 | Eh bien, dansez maintenant !       | The Dark Page                | 1950                                 |
| 43 | Courtier, Sydney               | La Lance de verre                  | The Glass Spear              | 1951                                 |
| 44 | Lobaugh, Elma K.               | À devenir folle                    | I Am Afraid                  | 1951                                 |
| 45 | Dodge, Langdon                 | Sabbat en famille                  | Midsummer Madeness           | 1951                                 |
| HS | Turrou, Léon G.                | J'étais un G. Man                  | Where My Shadow Falls        | 1950                                 |

## Liste des ouvrages publiés dans la collection Série Verte
| No | Auteur                         | Titre                          | Titre original              | Année de parution dans la collection |
| -- | ------------------------------ | ------------------------------ | --------------------------- | ------------------------------------ |
| 1  | Oppenheim, E. Phillips         | Je n'ai pas tué                | A Millionnaire of Yesterday | 1947                                 |
| 2  | Charteris, Leslie              | Le Cavalier blanc              | The White Rider             | 1951                                 |
| 3  | Stewart, Terry et Higgins, Col | À la prochaine !               |                             | 1952                                 |
| 4  | Stewart, Terry et Higgins, Col | Ni fleurs, ni couronnes !      |                             | 1952                                 |
| 5  | Stewart, Terry                 | Rhapsodie pour les anges noirs |                             | 1952                                 |
| 6  | Piper, Evelyn                  | Hypothèque sur la mort         | The Innoncent               | 1952                                 |